# Železný potok (přítok Bílého potoka)
Železný potok je vodní tok v okrese Děčín pramenící na svahu Severáku (436 m). Po 1,32 km ústí z východu do Bílého potoka, jehož je nejdelším přítokem.

## Průběh toku
Pramen Železného potoka vyvěrá na jihozápadním svahu Severáku (436 m) v nadmořské výšce 386 m. Tok teče zahloubeným údolím jižním směrem do Bílého potoka (přítok Křinice), na konci se stáčí jihozápadním směrem. Jeho dolní tok tvoří hranici Národního parku České Švýcarsko a zároveň hranici katastrálních území Mikulášovice a Kopec. Má dva nepojmenované přítoky, které do něj ústí z levé strany, a jeden ústící z pravé strany. Neprotéká žádným městem ani vesnicí. Železný potok náleží k povodí Křinice a Labe a úmoří Atlantského oceánu a Severního moře. Jeho podloží je tvořeno převážně biotitickým lužickým granodioritem, brtnickou žulou a rumburskou žulou. Podložní horniny jsou obohaceny rudami železa (převážně limonitem), po jejichž těžbě se zachovaly četné stopy.

## Galerie

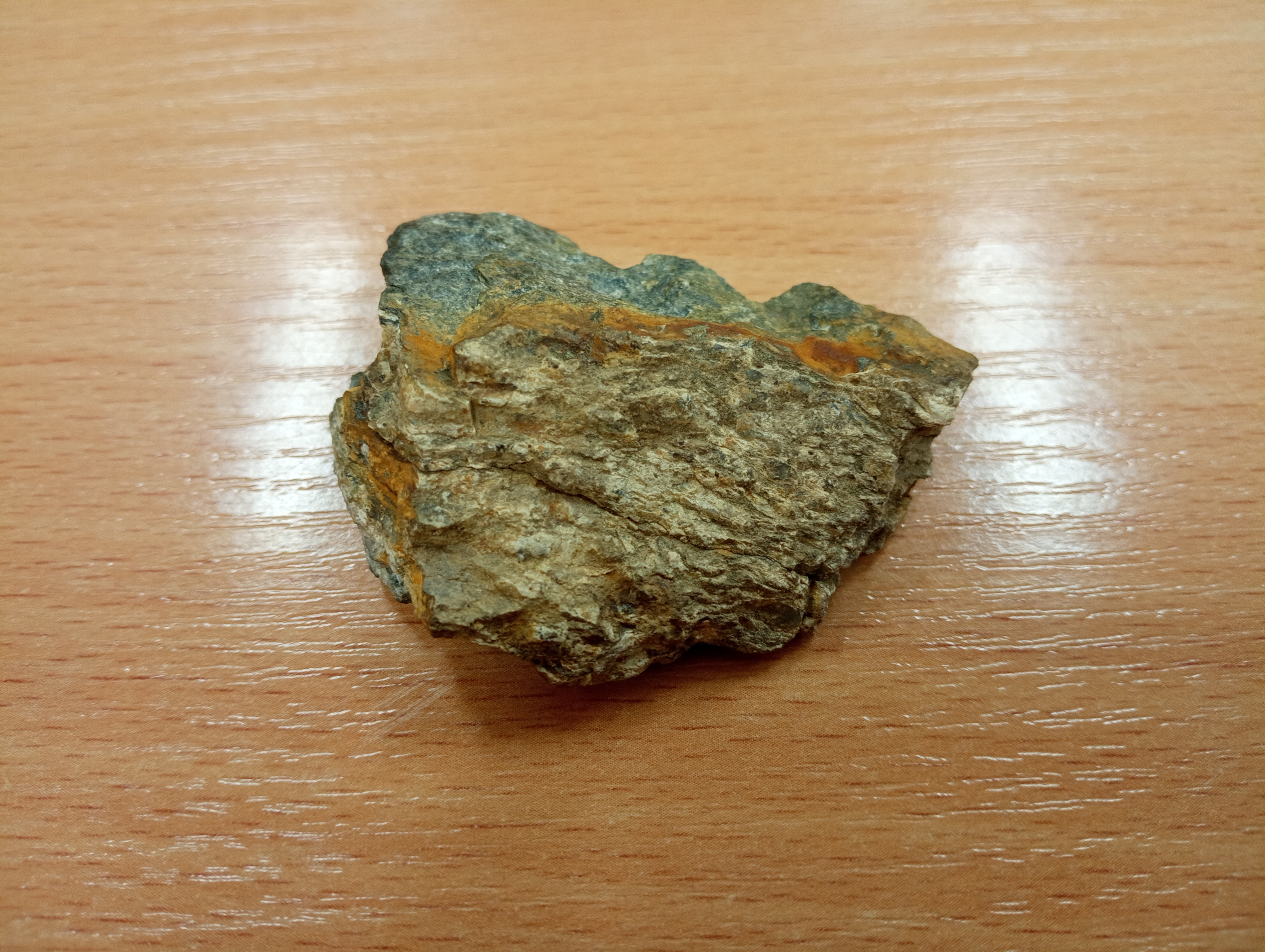
Rumburská žula
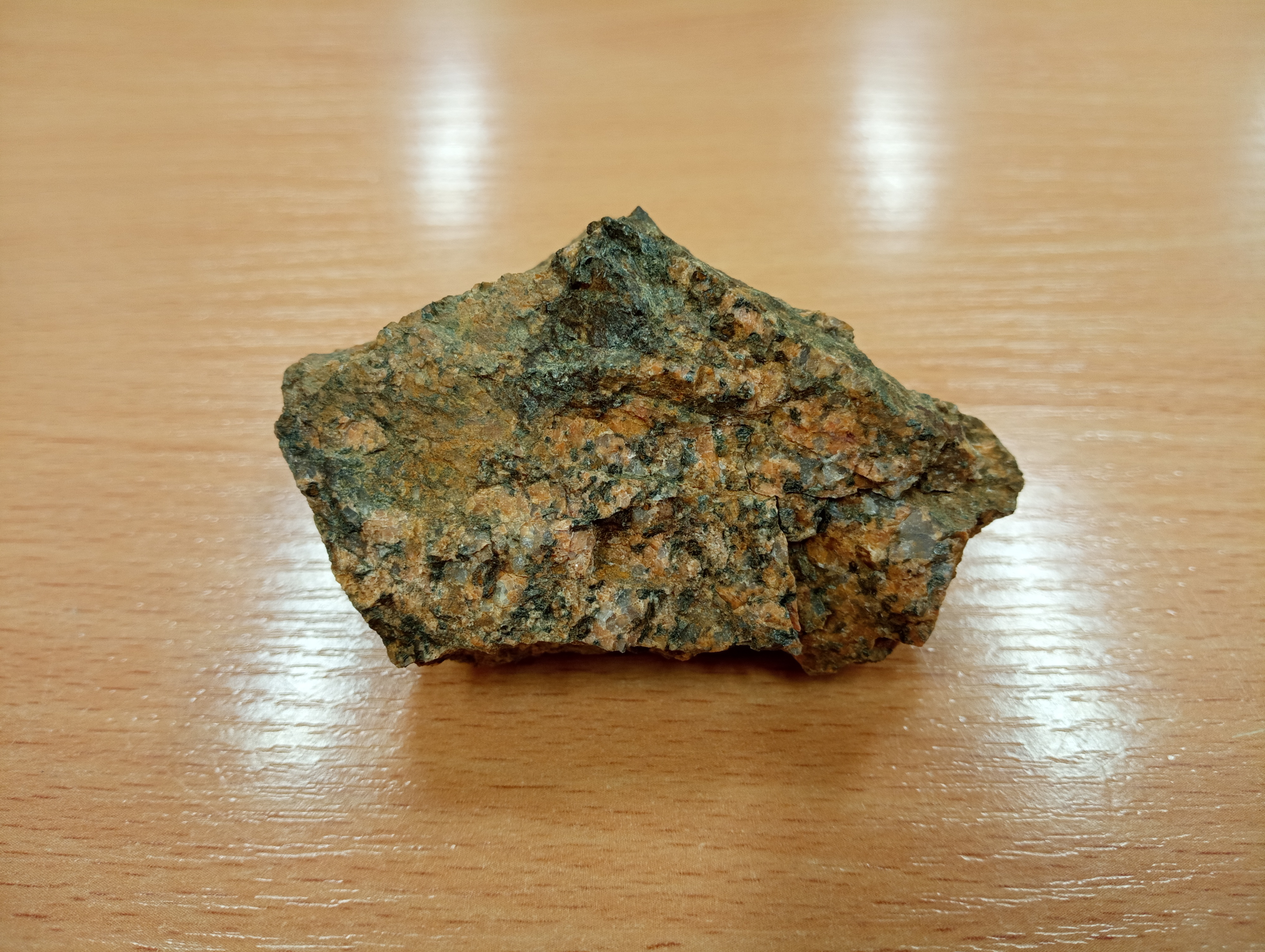
Brtnická žula
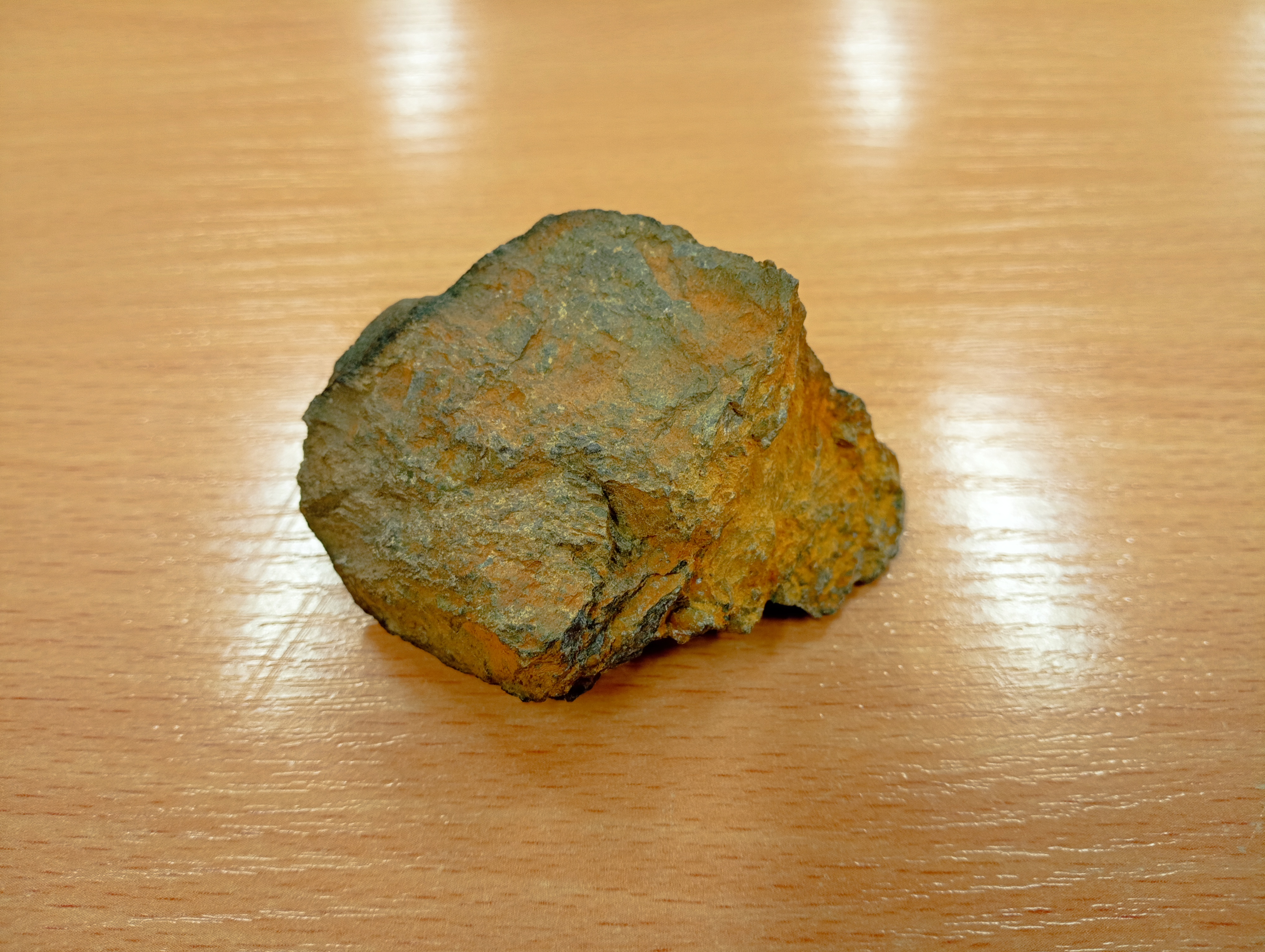
Bazaltoid
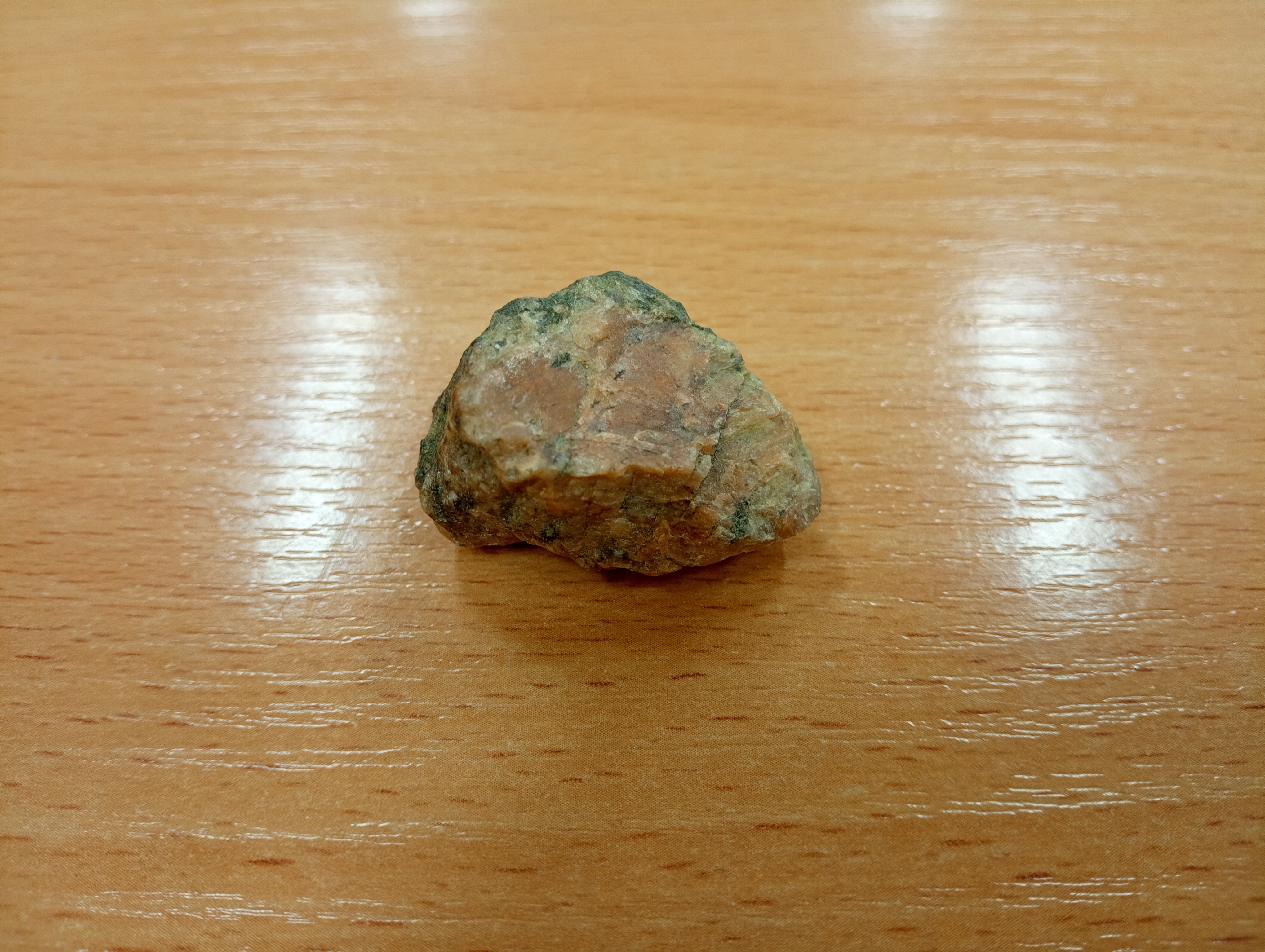
Živec
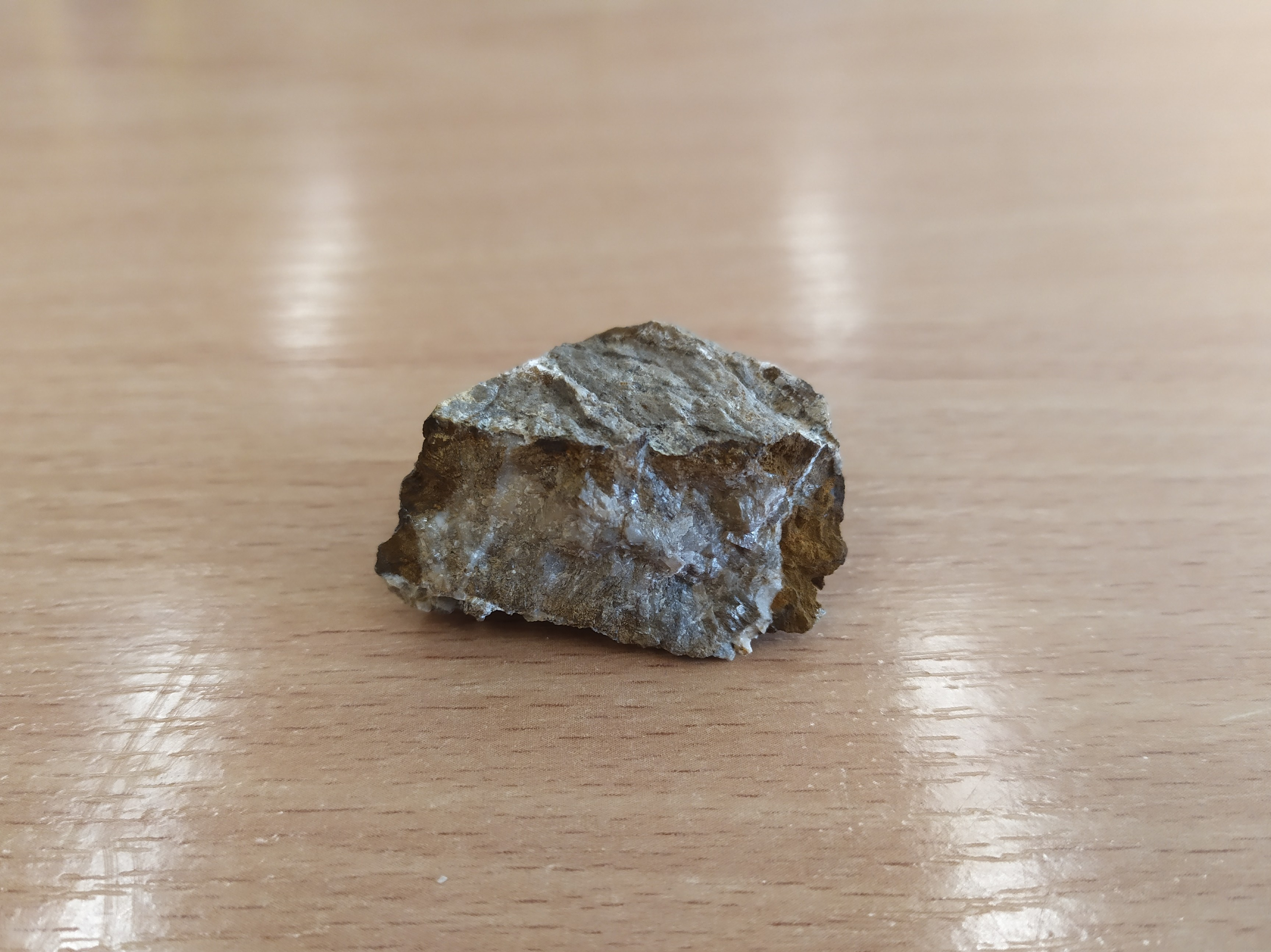
Limonit